# Football aux Jeux des îles de l'océan Indien 1979
Navigation
Édition suivante
Le football aux Jeux des îles de l'océan Indien 1979 est une des 13 épreuves des Jeux des îles de l'océan Indien se déroulant à la Réunion. L'épreuve se dispute du 26 août au 1er septembre et voit la victoire en finale de La Réunion sur le score de deux buts à un face aux Seychelles. La plupart des rencontres, la finale notamment, ont eu lieu au stade régional de Saint-Paul, certaines au stade de l'Est, à Saint-Denis.

## Phase de groupe

### Groupe A
| Équipe     | Pts | J | V | N | D | BP | BC | Dif |
| ---------- | --- | - | - | - | - | -- | -- | --- |
| La Réunion | 4   | 2 | 2 | 0 | 0 | 12 | 0  | +12 |
| Seychelles | 2   | 2 | 1 | 0 | 1 | 9  | 3  | +6  |
| Maldives   | 0   | 2 | 0 | 0 | 2 | 0  | 18 | −18 |

26 août 1979
| La Réunion | 3–0 | Seychelles |

27 août 1979
| Seychelles | 9–0 | Maldives |

28 août 1979
| La Réunion | 9–0 | Maldives |

### Groupe B
| Équipe  | Pts | J | V | N | D | BP | BC | Dif |
| ------- | --- | - | - | - | - | -- | -- | --- |
| Maurice | 4   | 2 | 2 | 0 | 0 | 6  | 1  | +5  |
| Comores | 0   | 2 | 0 | 0 | 2 | 1  | 6  | −5  |

26 août 1979
| Maurice | 3–0 | Comores |

28 août 1979
| Comores | 1–3 | Maurice |

### Barrages pour les demi-finales
29 août 1979
| Comores | 2–1 | Maldives |

Les Comores accèdent aux demi-finales.

## Tour final

### Demi-finales
31 août 1979
| Seychelles | 1–1 (4 TAB 2) | Maurice |

| La Réunion | 6–1 | Comores |

### Match pour la troisième place
1er septembre 1979
| Comores | victoire par forfait | Maurice |

NB : ne fut pas joué à cause de problèmes de transports de Maurice.

### Finale
1er septembre 1979
| La Réunion | 2–1 | Seychelles |

## Source
- (en) Karel Stokkermans, « Jeux des Iles de l'Océan Indien », sur rsssf.com, 25 août 2011 (consulté le 16 décembre 2013)

- Cet article est partiellement ou en totalité issu de l'article intitulé « Jeux des îles de l'océan Indien 1979 » (voir la liste des auteurs).